# Тишбейн, Иоганн Генрих (старший)
Иоганн Генрих Тишбейн, Тишбайн, в литературе называемый Старший и Кассельский (нем. Johann Heinrich Tischbein der Ältere, Kasseler Tischbein; 3 октября 1722, Хайна — 22 августа 1789, Кассель) — немецкий (гессенский) живописец, портретист. Член большой семьи потомственных художников, насчитывавшей четыре поколения. Один из соучредителей Академии искусств в Касселе, преподавал в Академии живопись и стал одним из главных представителей раннего классицизма в Германии. Тишбейн Старший был придворным художником ландграфов Гессен-Кассельских, писал преимущественно портреты, но также пейзажи, картины на исторические и мифологические сюжеты. Всего насчитывается около трёхсот написанных им картин. Особую славу ему принесли женские портреты.

## Биография

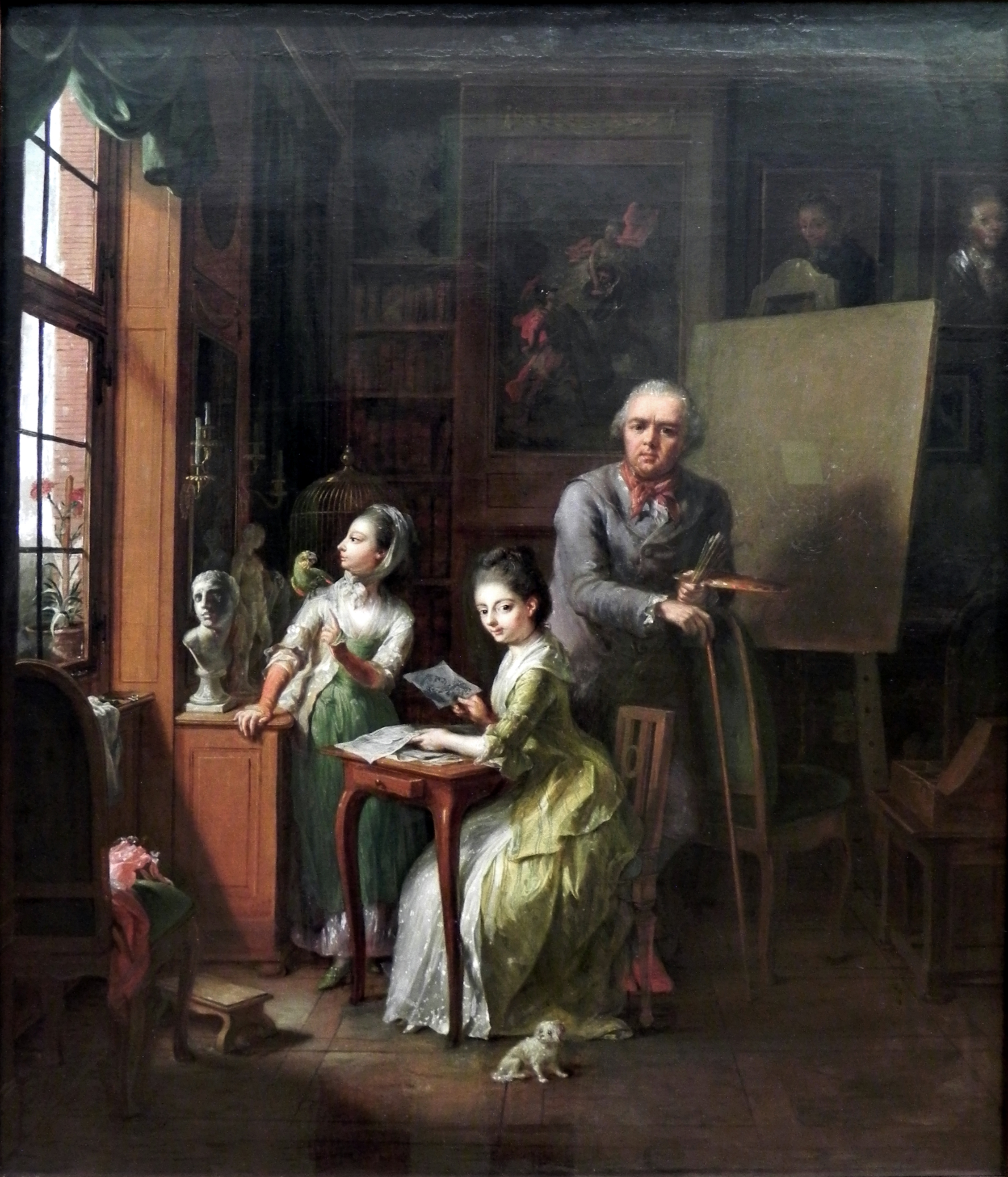
Художник и его дочери. Слева направо: дочь Вильгельмина Фридерика, дочь Вильгельмина Каролина-Амалия, сам Тишбейн. На стене портреты умерших жён художника. Мари Софи слева и Джули Марианна Пернетт справа. 1774. Музей земли Нижняя Саксония, Ганновер

Будущий художник родился в семье пекаря Иоганна Генриха Тишбейна (1682—1764) и Сюзанны Маргареты Хинзинг, пятеро из восьми детей которых стали художниками. Изучал живопись в 1736—1741 годах в Касселе у рисовальщика обоев Циммермана и у Иоганна Георга фон Фрезе. Затем работал при дворах правителей малых германских государств. В 1743 году он обрёл финансовое покровительство графа Генриха Фридриха фон Штадиона (1691—1768) и уехал в Париж, учился в мастерской Шарля Андре Ван Лоо. В 1749 году Тишбейн вместе с братом Иоганном Антоном совершил поездку в Италию, в Венецию к Джованни Баттиста Пьяцетте, в 1750—1751 годах был в Риме.
В 1753 году Тишбейн стал придворным художником кассельского ландграфа Вильгельма VIII. Тогда же началась работа над летним дворцом ландграфа в Вильгельмстале, где Тишбейн написал в общей сложности 66 картин, в том числе «Галерею красоты» (Schönheitsgalerie).
Во время оккупации территории Гессена французами в 1756—1762 художник эмигрировал из страны и часто переезжал с места на место. С 1762 года он — профессор академии Collegium Carolinum в Касселе. Много времени проводил в швабском имении Вартгаузен у своего друга и в прошлом покровителя графа Г. Ф. фон Штадиона.
Благодаря дружбе с поэтом Фридрихом Готлибом Клопштоком и его братом, временно проживавших в Гамбурге, он был тесно связан с интеллектуальными кругами ганзейского города. Как и его племянник Иоганн Фридрих Август, он был принят в члены кассельской масонской ложи «Коронованный лев» (gekrönten Löwen). 31 октября 1756 года Тишбейн женился на дочери канцелярского секретаря Мари Софи Робер, а после её смерти в 1759 году во втором браке в 1763 г. — на её младшей сестре Анне Мари Пернетт, которая умерла в следующем году.
На написанной на мифологический сюжет Тишбейном в 1775 году картине «Артемизия» художник изобразил 18-летнюю графиню Августу-Каролину Рёйсс фон Эберсдорф (в браке герцогиню Саксен-Кобург-Заафельдскую) — предка многих европейских монархов XIX века.

## Галерея

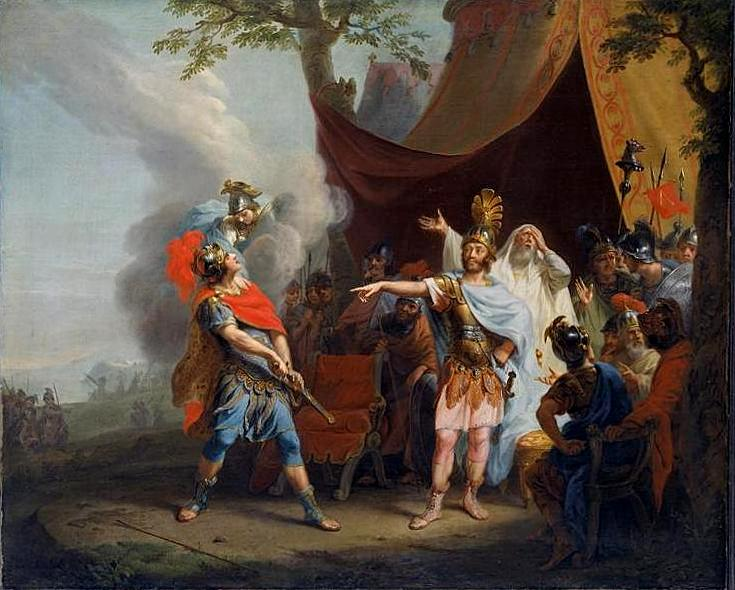
Ахиллес спорит с Агамемноном. 1776. Холст, масло. Кунстхалле, Гамбург
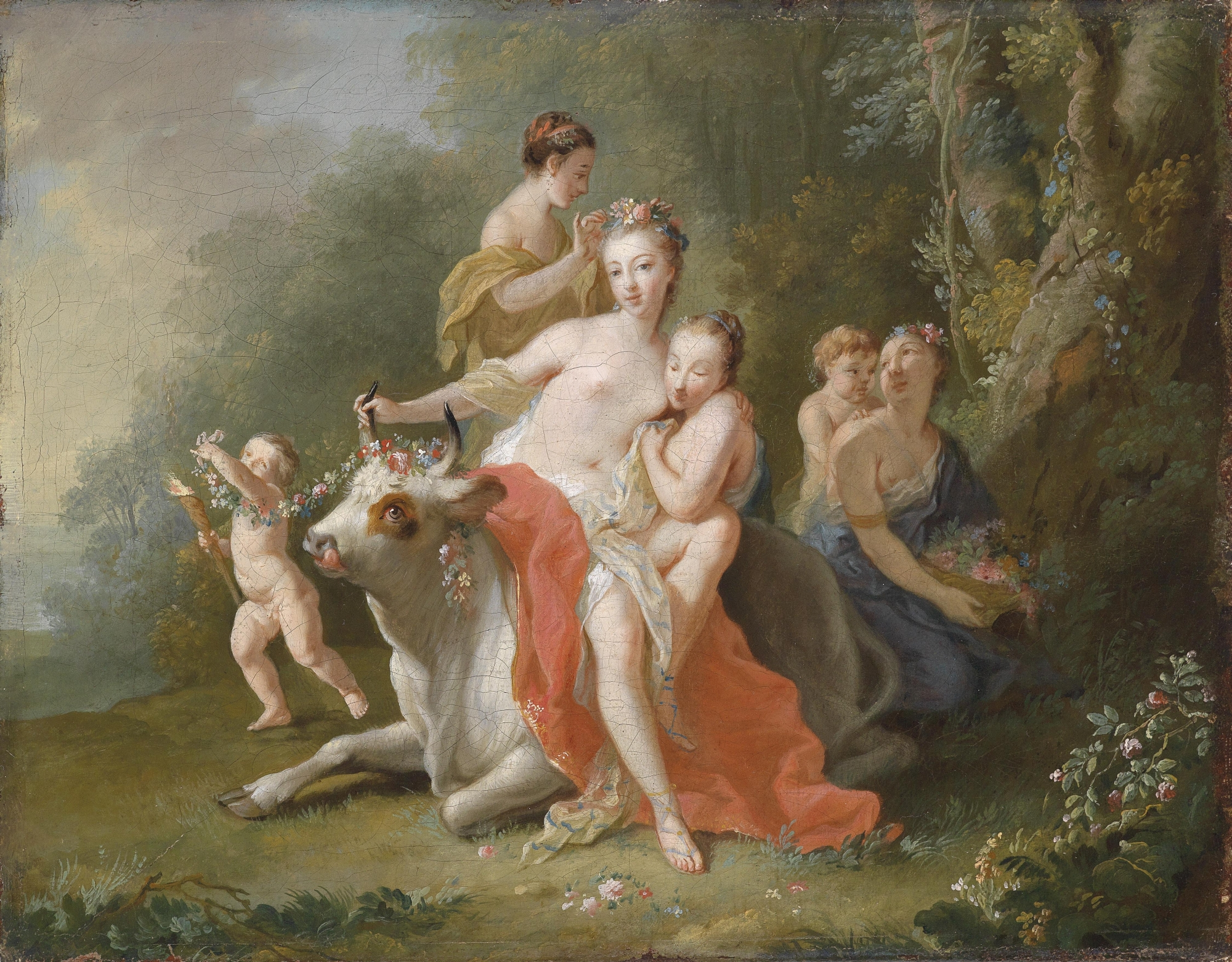
Похищение Европы. 1750-е. Холст, масло. Частное собрание
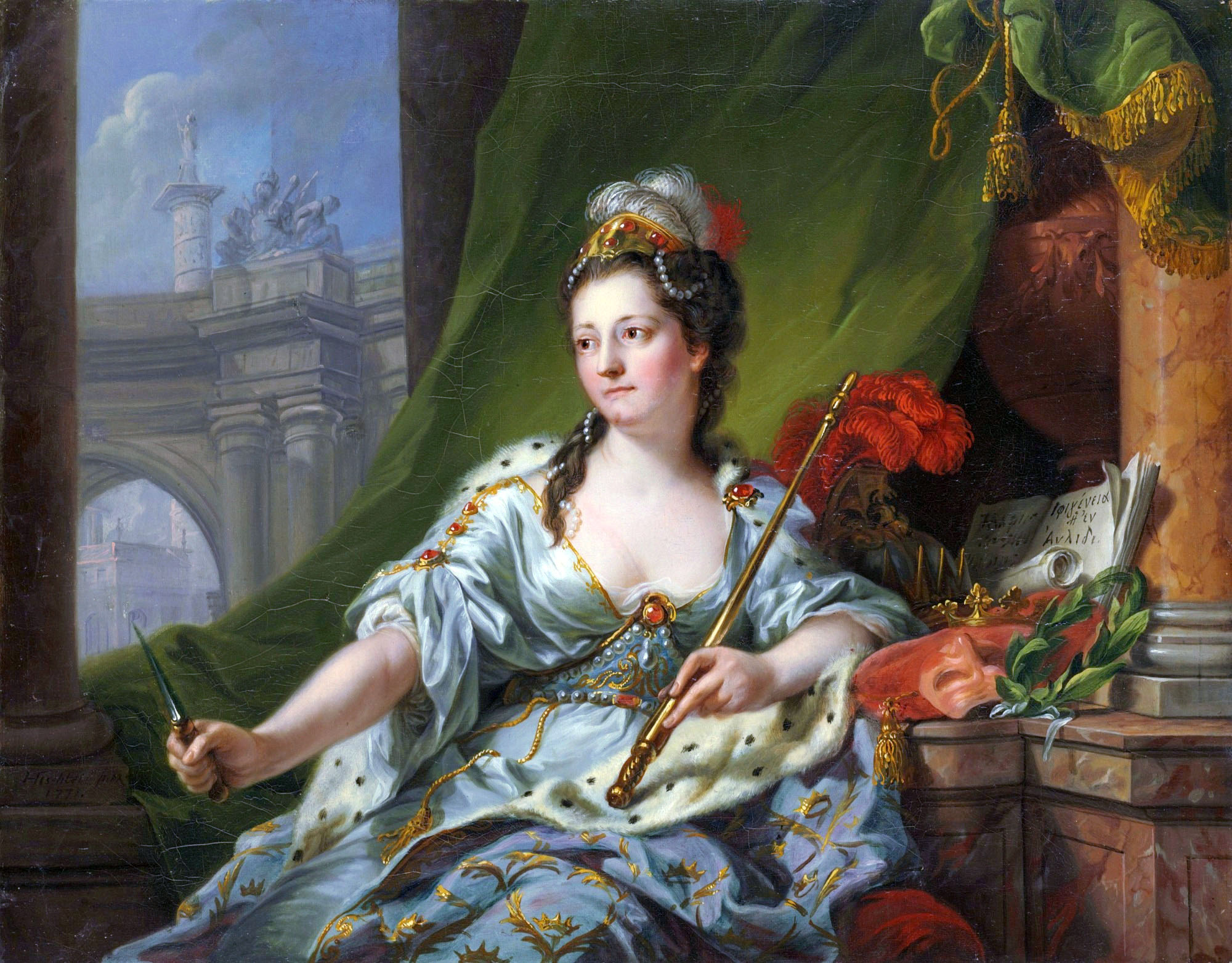
Девять муз. Мельпомена (Трагедия). 1771. Холст, масло. Земельный музей Гессена, Кассель
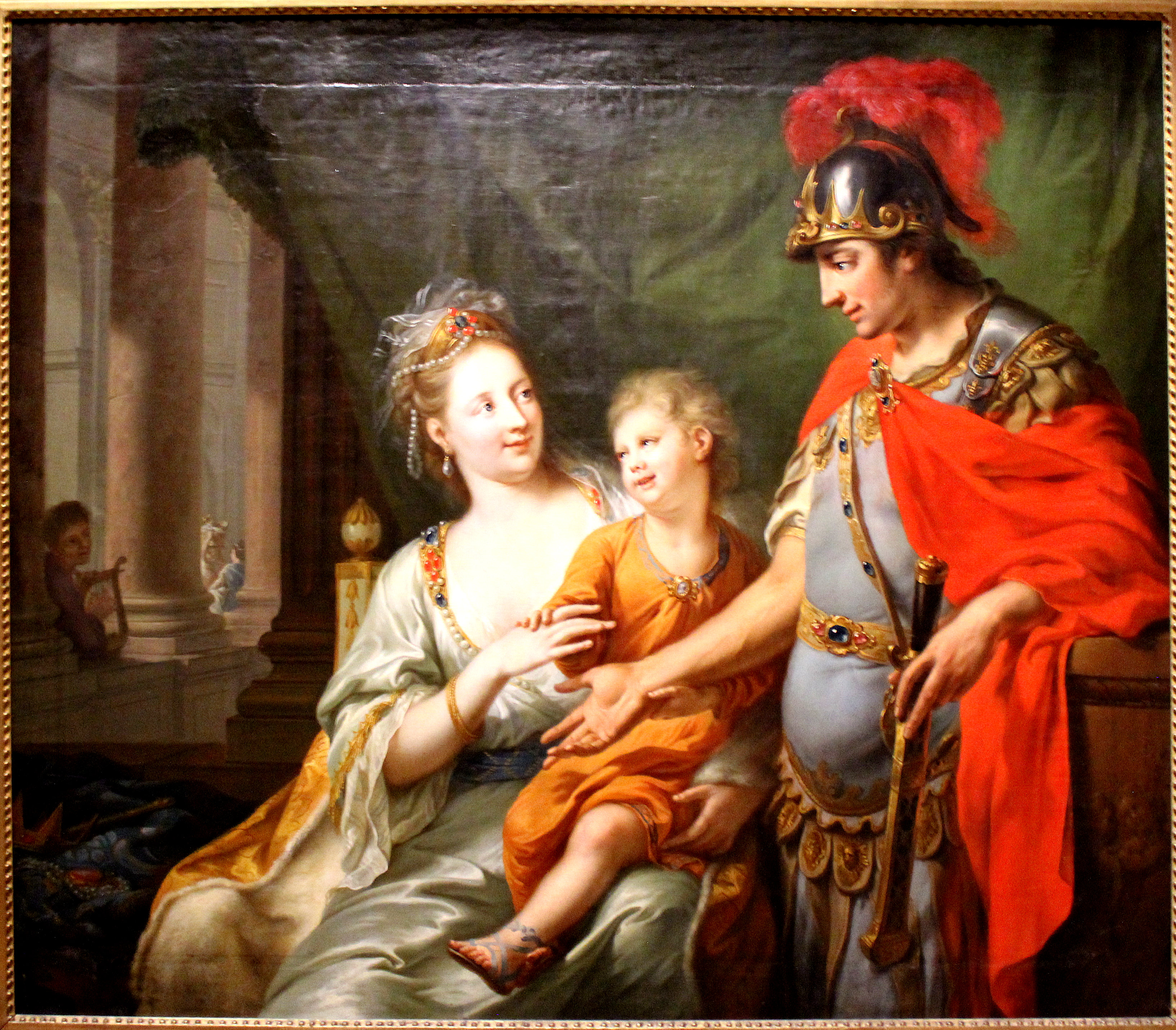
Дидона и Эней. Холст, масло. Герцогский музей, Гота
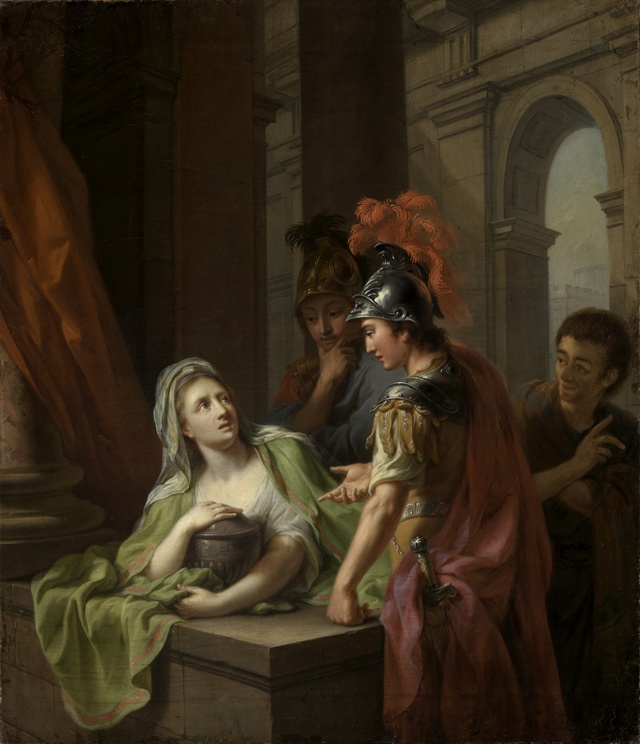
Электра узнаёт своего брата Ореста на могиле Агамемнона. 1776. Холст, масло. Кунстхалле, Карлсруэ
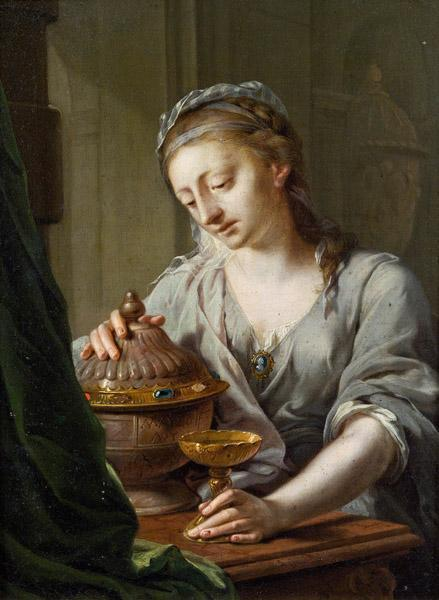
Артемизия оплакивает Мавсола (Портрет Августы-Каролины Рёйсс фон Эберсдорф). 1775. Холст, масло. Частное собрание
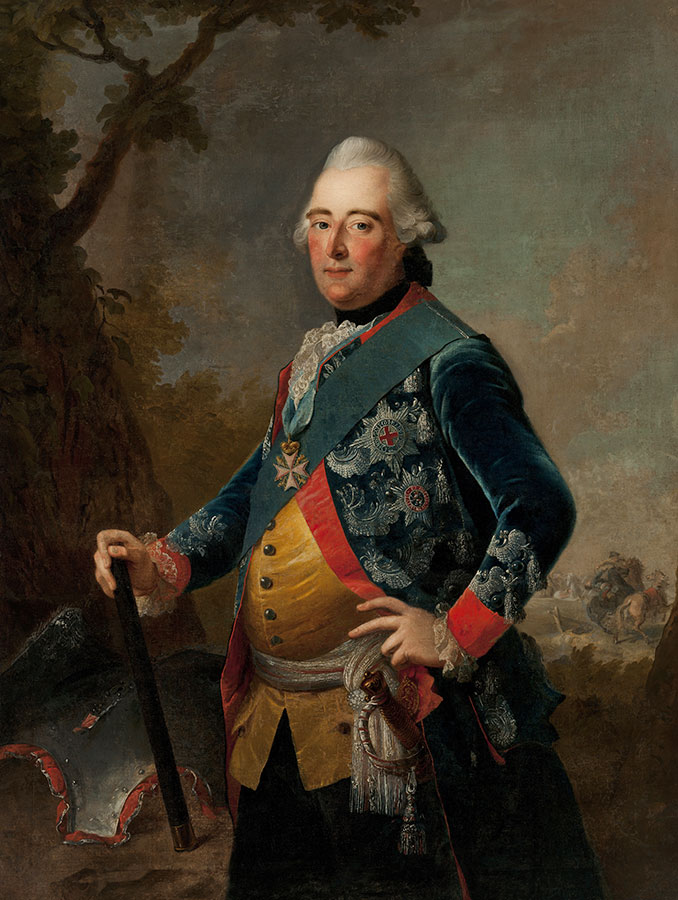
Портрет ландграфа Фредерика II Гессен-Кассельского. Холст, масло. Музей изящных искусств, Гавана, Куба
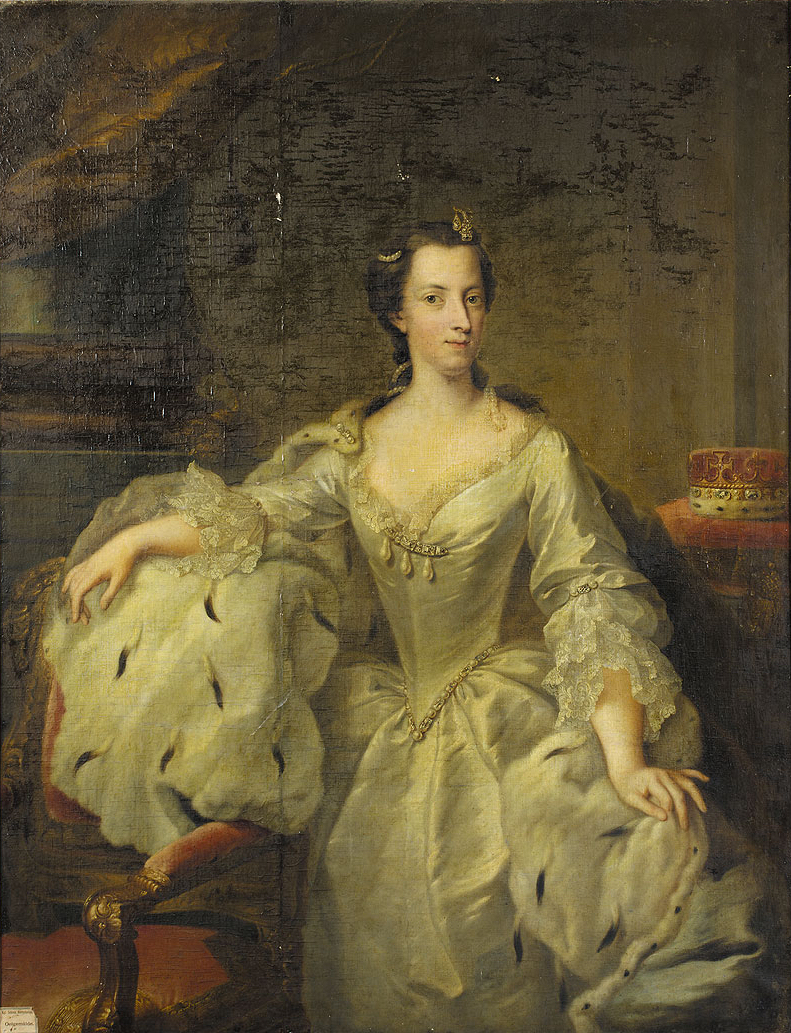
Мария Гессен-Кассельская, принцесса Великобритании. Ок. 1752. Холст, масло. Частное собрание
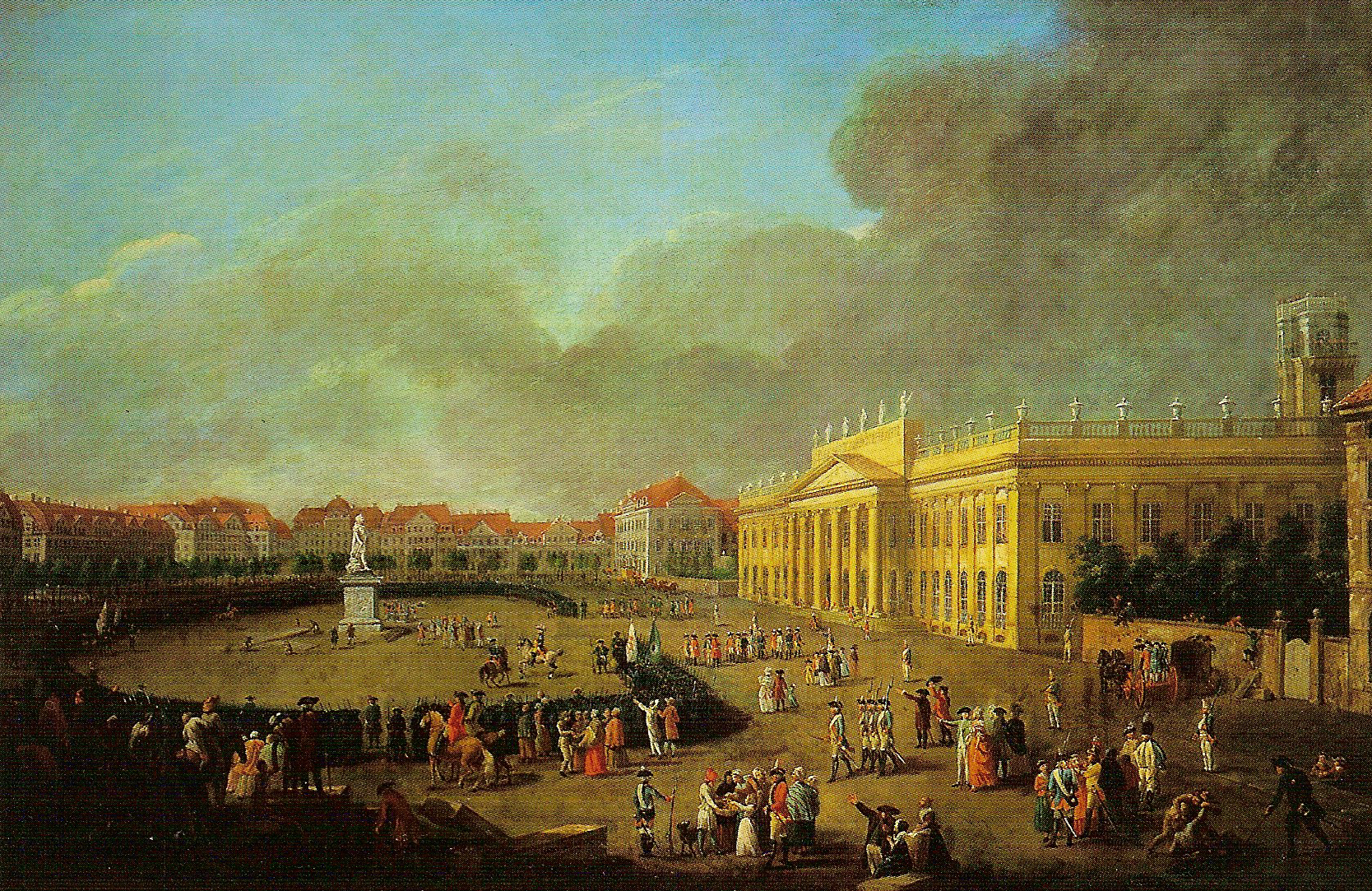
Открытие памятника ландграфу Фридриху II в Касселе. 1783. Холст, масло. Земельный музей Гессена, Кассель